# Градове в Йордания
Списък на градове в Йордания
- Айлун
- Ал Хисн
- Ал Салт
- Аман
- Акаба
- Джераш
- Зарка
- Ирбид
- Карамех
- Керак
- Маан
- Мадаба
- Рабба
- Сахаб
- Тафилах